# Convento de Santo Domingo (Bonaval)

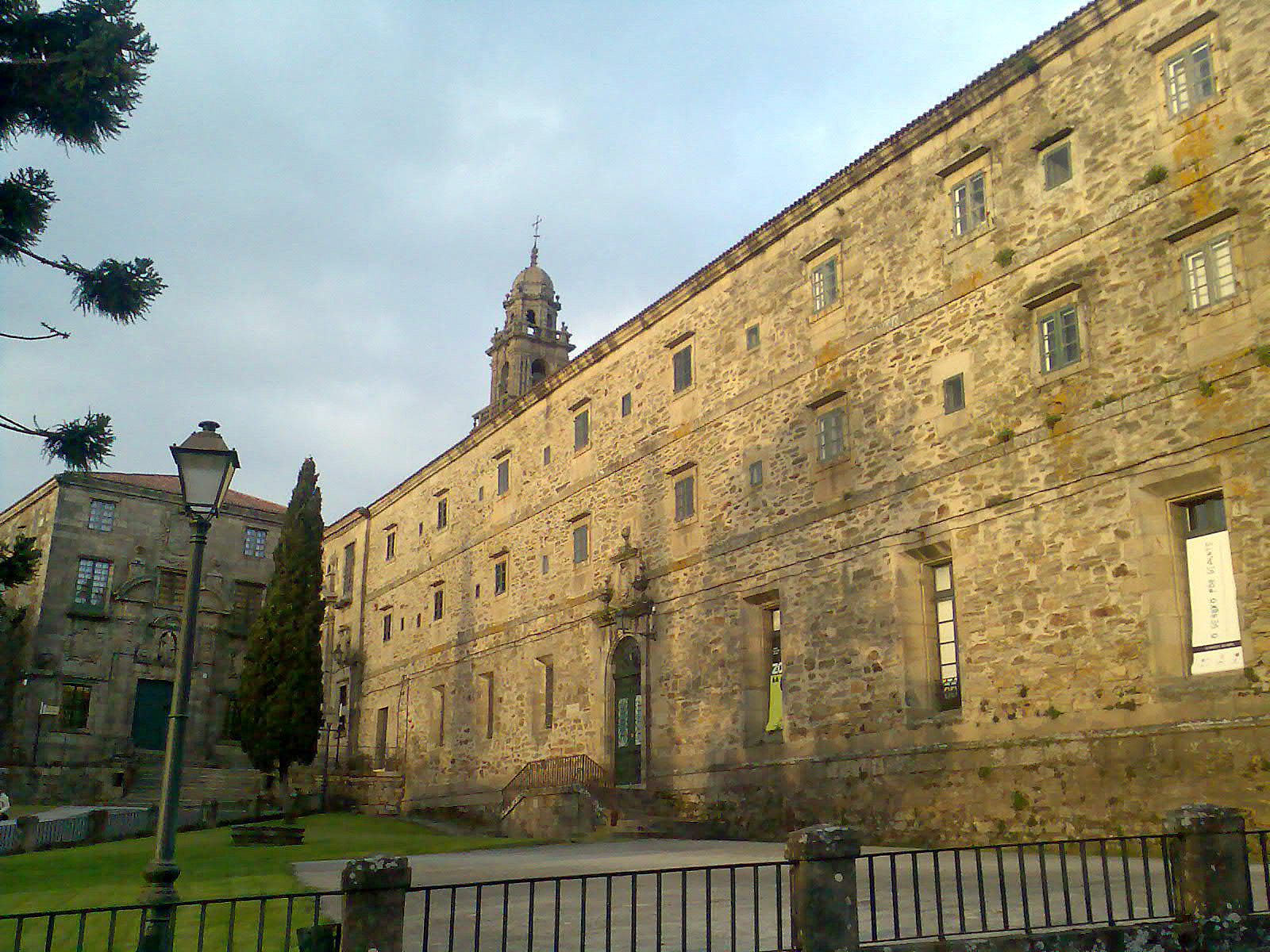
Fachada principal del convento de San Domingos de Bonaval.

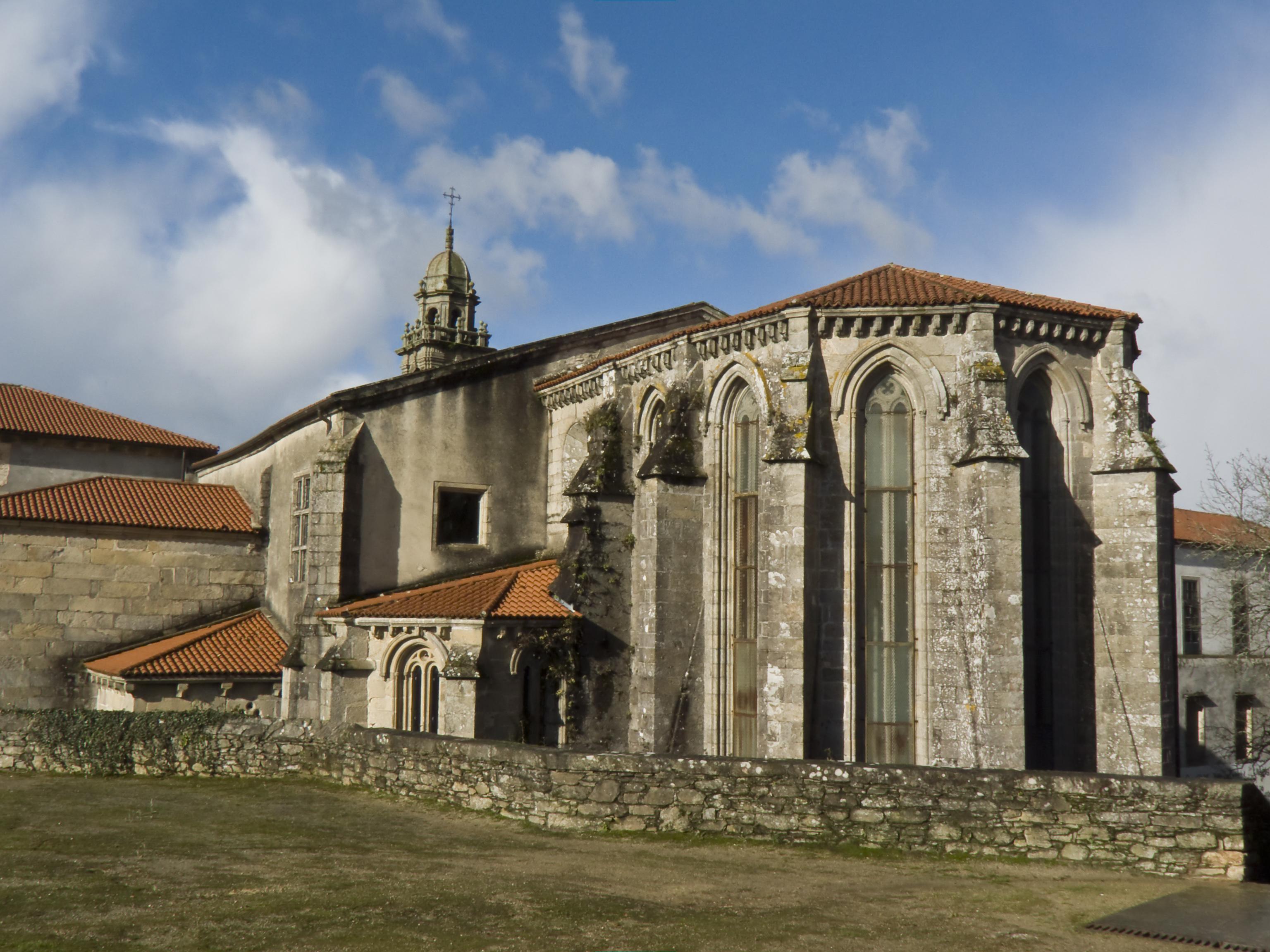
Ábside gótico de la iglesia.

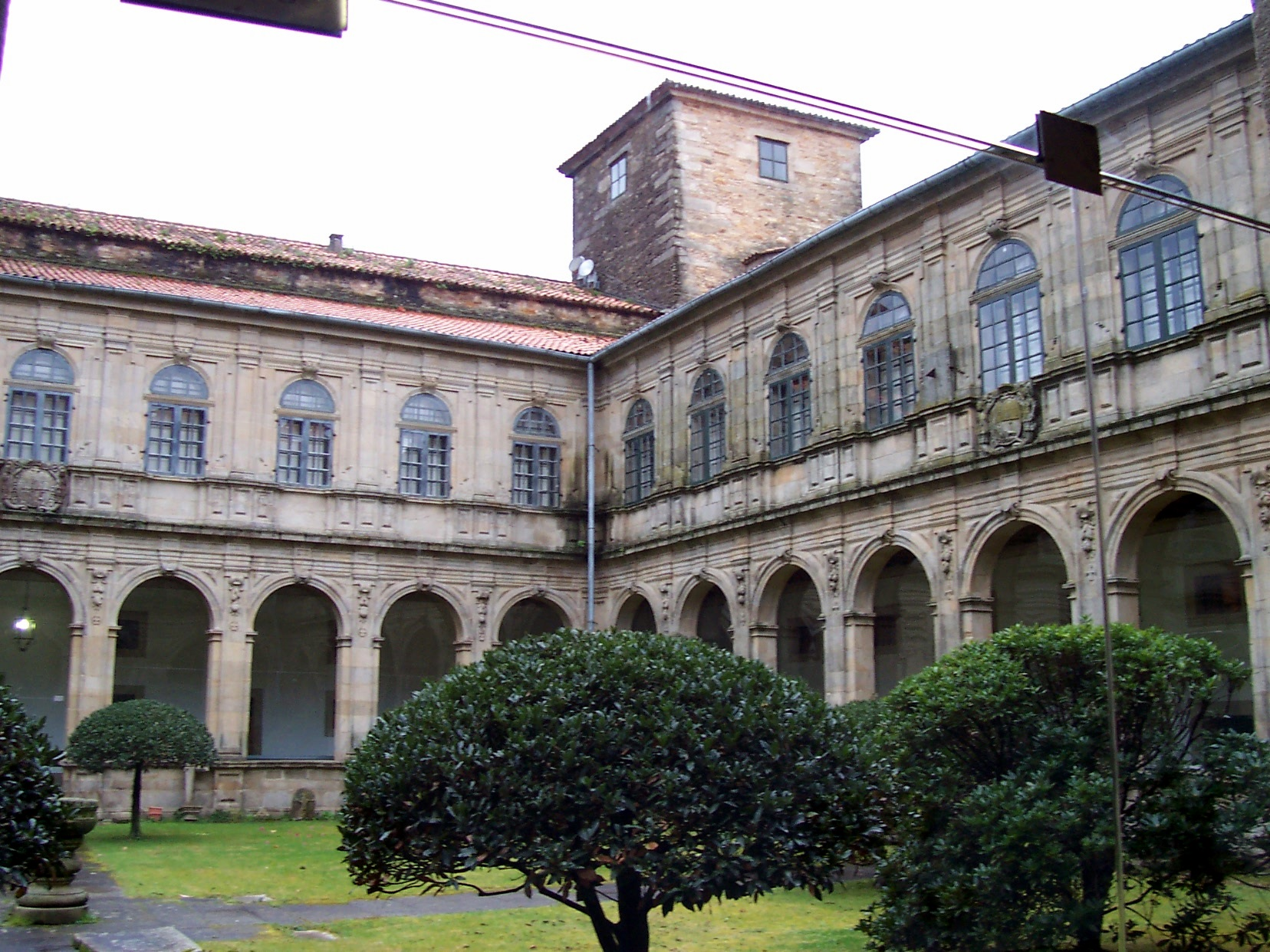
Claustro del Museo del Pueblo Gallego.

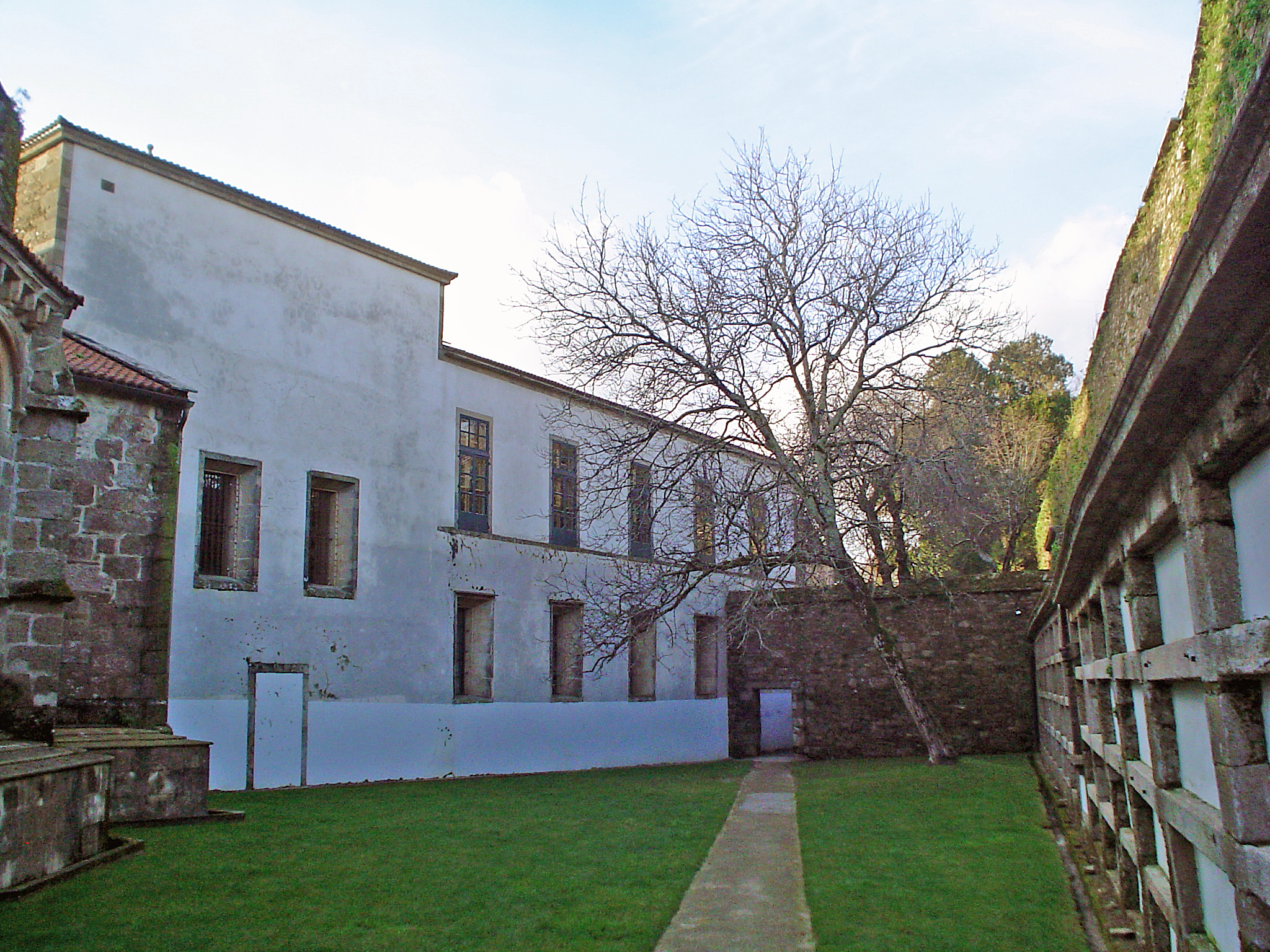
Uno de los rincones del actual Parque de Bonaval.

El convento de San Domingos de Bonaval está situado en el Campo de San Domingos, en el barrio de Bonaval de Santiago de Compostela. Tradicionalmente se atribuía la fundación del convento a Santo Domingo de Guzmán, en una supuesta peregrinación a Santiago de Compostela en 1219. 
La mayoría de los edificios conservados fueron construidos en estilo barroco a finales del siglo XVII y comienzos del XVIII, bajo la dirección del arzobispo compostelano fray Antonio Monroy, mecenas del arquitecto Domingo Antonio de Andrade. 
Una triple escalera helicoidal, y de gran audacia estructural fue construida también por Domingo de Andrade para comunicar el claustro del convento y las escaleras del edificio.
Fue cedido en 1976 por el ayuntamiento de Santiago de Compostela a la asociación que creó el Museo do Pobo Galego y en sí mismo constituye un objeto de visita.
En 2015, en la aprobación por la Unesco de la ampliación del Camino de Santiago en España a «Caminos de Santiago de Compostela: Camino francés y Caminos del Norte de España», España envió como documentación un «Inventario Retrospectivo - Elementos Asociados» (Retrospective Inventory - Associated Components) en el que en el n.º 861 figura el convento de Santo Domingo.

## Situación
Se encuentra en la ciudad de Santiago de Compostela, extramuros en la ladera del monte de la Almáciga, cerca del lugar conocido como Porta do Camiño, una de las puertas históricas de la ciudad de Santiago.

## Historia
Se atribuye su fundación a Santo Domingo de Guzmán (en una supuesta peregrinación que hizo a Santiago en el año 1219) a principios del siglo XIII. Historiadores contemporáneos han puesto en duda la realidad de dicha peregrinación, así como aquella atribuida a San Francisco de Asís.[cita requerida]
El documento más antiguo en el que se cita el convento, con la primitiva advocación de Santa María, se remonta a 1228. Desde el siglo XV ya aparece con el título de Santo Domingo, y bajo el patrocinio de la casa de Altamira.
Con la exclaustración de las órdenes religiosas, el convento pasó al municipio de Santiago. En cumplimiento del Real Decreto de 1836, una comisión nombrada por la Diputación de La Coruña propuso el derribo de treinta edificios y destinó el convento de Santo Domingo "para cuarteles de los Regimientos de Compostela y Santiago, con la demolición de la iglesia." Este dictamen no llegó a ejecutarse.
En 1841, por mediación del arzobispo Vélez, el municipio destinó el convento a hospicio; hacia 1945 el hospicio todavía ocupaba la parte norte y al sur, a la derecha de la iglesia, se encontraba un colegio de ciegos y sordomudos. Al suprimirse estas instituciones quedó por un tiempo desocupado hasta que el municipio decidió acondicionar y destinar una parte de las dependencias para Museo Municipal, que se inauguró en diciembre de 1963.
En 1977, a petición del Patronato del Museo do Pobo Galego, recientemente constituido, el municipio cedió el edificio para la creación del museo del mismo nombre.

## Descripción

### Iglesia
La iglesia, construida en estilo gótico y renacentista, actualmente no se encuentra abierta al culto y alberga el Panteón de Galegos Ilustres. Fue construida siguiendo los cánones del gótico dominico con naves luminosas y diáfanas, desplazando el punto de interés litúrgico desde el ábside hasta el púlpito situado en el crucero. La tradición popular dice que se conserva un fragmento de piedra de dicho púlpito en la aneja Cofradía del Rosario.
Al igual que el convento, la iglesia es fruto de una sucesión de estilos. Así, el cuerpo central del templo admite el rótulo del gótico mendicante, propio de los siglos XIII y XIV. Desde lo alto, se advierte que la planta es de salón. Dividida en forma de cruz, cuenta con tres naves y crucero, y forma un ángulo recto con el convento. En la capilla mayor, bellamente diseñada, reposan cuatro sepulcros del siglo XV, correspondientes a miembros de la casa de Altamira. Presidida por San Vicente Ferrer, la capilla absidal de la izquierda dispone de un retablo del siglo XVIII. En contraste, la capilla del lado opuesto está dedicada a Santo Tomás de Aquino. Otras capillas hermosean el conjunto: la de San Pedro Mártir; la de San Jacinto, obra de  Gaspar de Arce "el mozo" (1617), la de Santo Domingo en Suriano (1657) y la del Rosario (1635-1645), debida a Bartolomé Fernández Lechuga y Jácome Fernández. En lo que a la imaginería concierne, hay que destacar en este recorrido la imagen de Nuestra Señora de Bonaval, datada en el siglo XVI, y el más moderno Cristo del Desenclavo, de José Ferreiro.
En este templo se enterraron las nobles familias de los Moscoso y los Castro, gracias a la autorización del Papa Inocencio IV, que dio a la orden de Santo Domingo permiso para enterrar seglares en sus conventos.
El templo está completamente recubierto de falsas bóvedas.

#### Imaginería
El Retablo Mayor fue construido a partir de 1687 por Domingos de Andrade, y tras ser montado en su ubicación definitiva no se mantuvo la estructura original. La base es claramente renacentista, con superposición de cuerpos. Se suponía que se trataba del retablo conservado en la iglesia parroquial de Santiago de Carril pero recientes investigaciones de Mª del Carmen Folgar de la Calle desmienten esta hipótesis, dándose por desaparecido el retablo de San Domingos de Bonaval.
La escultura fue encargada hacia 1689 al escultor Esteban de Cendón, relacionado con el estilo de Mateo de Prado. Representa a San Francisco, San Agustín, San Benito, San Ignacio, San Pedro de Nolasco y Santo Domingo. En la actualidad las esculturas se encuentran dispersas por diferentes lugares del convento.

#### Panteón de Galegos Ilustres
La iglesia del monasterio alberga en una capilla lateral el Panteón de Galegos Ilustres,  donde descansan los restos de varias personalidades de la cultura gallega, como los escritores: Rosalía de Castro, Alfredo Brañas, Ramón Cabanillas, el intelectual y cartógrafo Domingo Fontán, el escultor Francisco Asorey, 
La última persona enterrada en este mausoleo es el político, escritor y dibujante Alfonso Daniel Rodríguez Castelao, que descansa ahí desde el año 1984.

### El convento
En el año 1695 se inicia la reconstrucción del convento, al parecer debido a la precaria situación del edificio. Bajo el mecenazgo del Arzobispo Antonio de Monroy fue Domingos de Andrade quien se encargó de las obras.
De este modo, la imagen actual del convento es en gran parte el resultado de las reformas ordenadas por este arzobispo compostelano, que ocupó su cargo entre 1685 y 1715.

#### La fachada principal
La fachada del convento (y portería) ostenta los escudos de fray Antonio de Monroy, flanqueando una imagen pétrea de Santo Domingo, con dos cartelas también pétreas dónde se establece la fundación de Monroy.

Esa portada i quarto que le sigue mando hacer el ylustrissimo sr don frai Antonio de Monroi arzobispo i señor de esta ciudad i genera de esta sagrada religión con las himagines i dorado año de 1699.

La imagen de Santo Domingo se encuentra en una hornacina con frontón semicircular, flanqueada por dos balcones cubiertos con frontón semicircular partido y pilastras toscanas decoradas con las sartas de frutas características de Andrade. 
La fachada en ángulo de la iglesia está presidida por escudos de los condes de Altamira con corona real (en concreto del arzobispo Baltasar de Moscoso y Sandoval), patronos del convento, y en ella se ven referencias a la obra Arte y uso de la Arquitectura de fray Lorenzo de San Nicolás. Es de pequeñas proporciones, dividida en tres partes, horizontal y verticalmente. Es probable que sea obra posterior a la realizada por Andrade.

#### La triple escalera helicoidal
En el interior del convento destaca la extraordinaria triple escalera helicoidal de los siglos XVII y XVIII, obra también del arquitecto Domingo de Andrade. Se compone de tres espirales independientes. La profesora Ríos Miramontes la relacionó con la que se encuentra en el Castillo de Chambord, en Francia. En el mismo espacio se extienden tres rampas independientes, que conducen a diferentes salas; solo una de ellas llega hasta el mirador. Los peldaños de la escalera están hechos de una pieza entera, encajados en el muro unos 30 cm. aproximadamente y apoyados en un nervio exterior con moldura.
Se ha hablado de una restauración realizada por Xosé Cerviño García, el Maestro Cerviño, pero no hay constancia documental de semejante obra y la noticia se considera apócrifa.

#### La torre
Se ha atribuido también a Domingos de Andrade, bajo el mecenazgo de Monroy (hoy se cree que puede ser posterior e incluso atribuible a Fernando de Casas Novoa, que realizó la portada del Obradoiro de la catedral compostelana) estructurándose esencialmente siguiendo la obra del mismo arquitecto en la Torre del Reloj en la Catedral de Santiago de Compostela, realizándose a comienzos del siglo XVIII.

#### El claustro
El claustro norte se asienta en el lugar del antiguo claustro medieval del convento (el claustro procesional). Poco antes de la intervención de Domingos de Andrade, en 1621,  se encargó su reforma a Leonel de Avalle, que levanta los cuatro lienzos exteriores sin terminar su coronación pero, como quiera que la obra fuese de mala calidad, Domingos de Andrade se encarga de la reforma y la estabilidad, dotando a este espacio de su característica manera constructiva, pues reforma los cuatro lienzos (en estado ruinoso cuando se hace cargo de la obra) y disimula la planta trapezoidal medieval mediante un ingenioso artificio consistente en alternar pilastras y arcos abiertos pero jugando con la distancia entre ellos (no apreciable a simple vista), de modo que parecen todos los lienzos de igual longitud y da la sensación de un espacio totalmente cuadrado y regular. Las pilastras están decoradas con sartas de frutas terminadas en cruces santiaguistas, tan típicas de Andrade, y con escudos de la casa de Altamira centrados en cada uno de los lados.

#### Otras estancias
En el año 1712 se encarga a Pedro García la realización de la sacristía, de la que no se conserva nada o no se ha identificado convenientemente.

## Situación actual
El antiguo convento es actualmente la sede del Museo do Pobo Galego. El huerto del convento y el cementerio anexo se transformaron a finales del siglo XX en un amplio y tranquilo parque público.

## Galería de imágenes

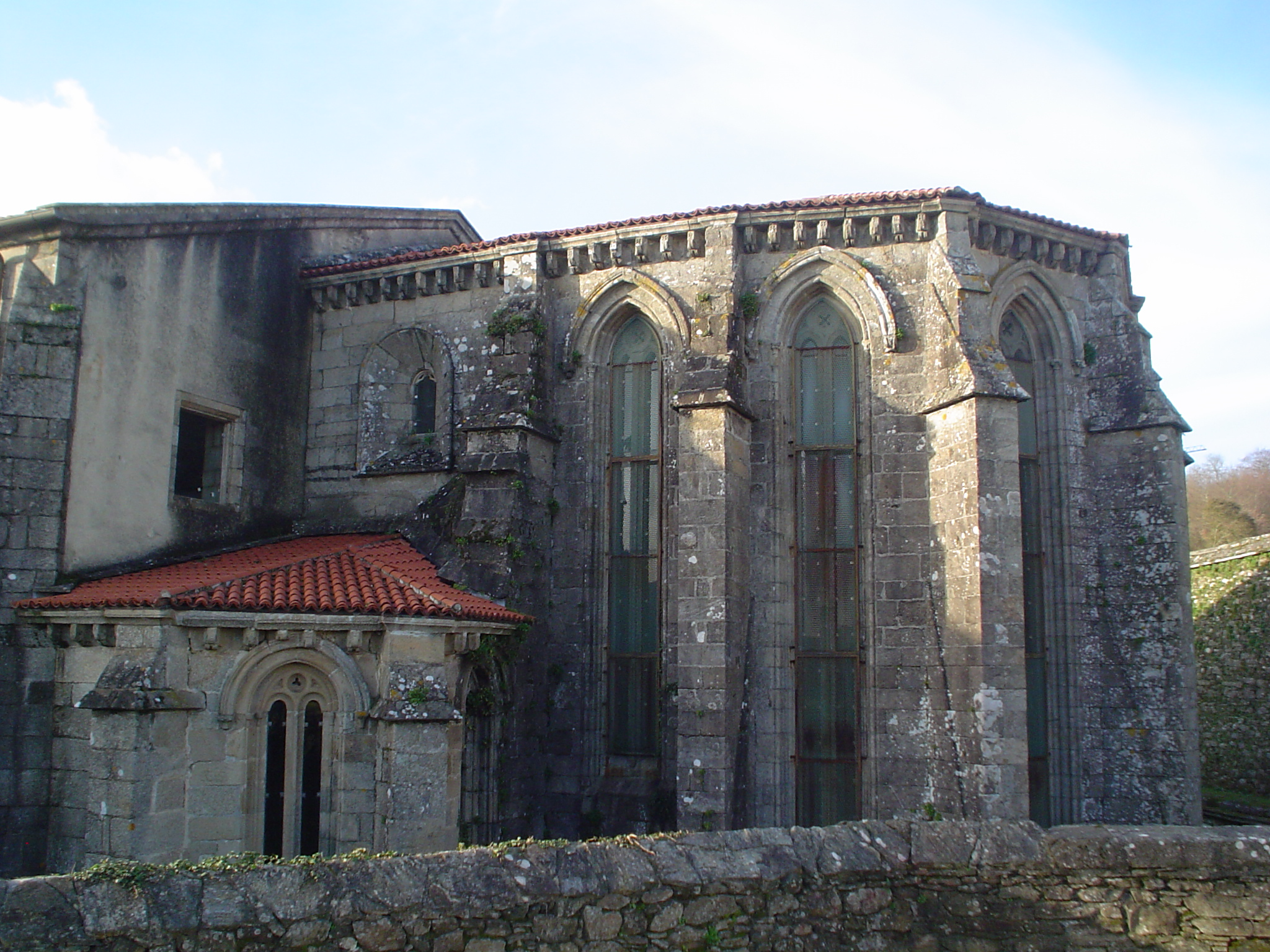
Ábdside gótico de la iglesia
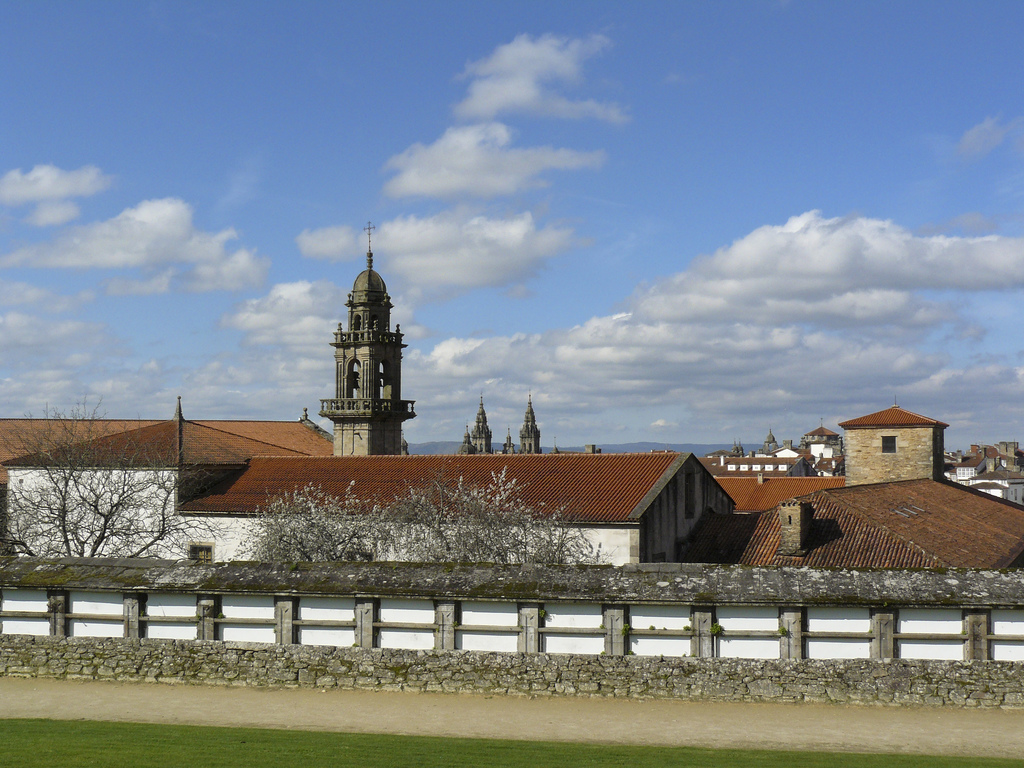
Vista del convento desde el antiguo huerto, actualmente un parque público
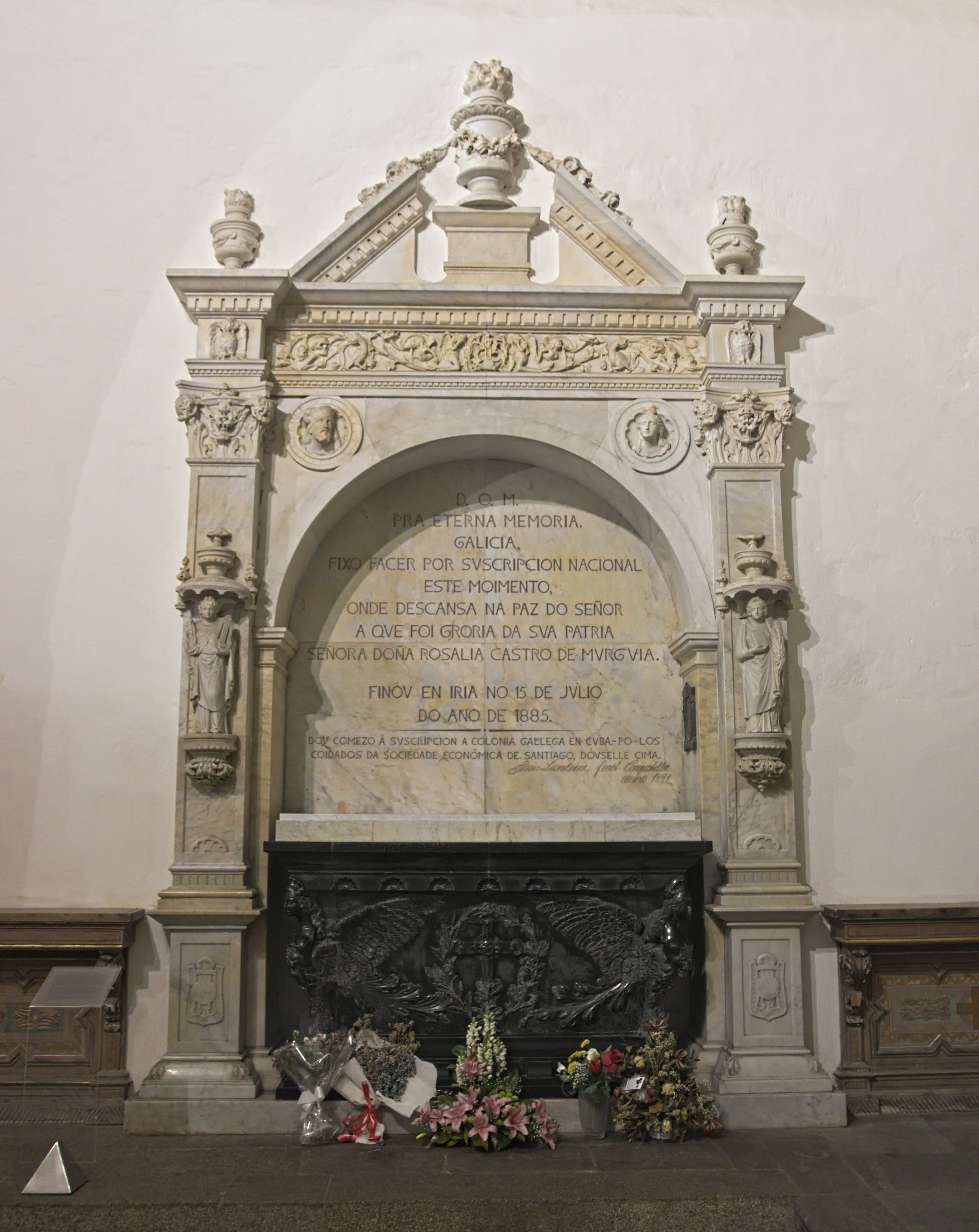
Sepulcro de Rosalía de Castro en el interior de la iglesia
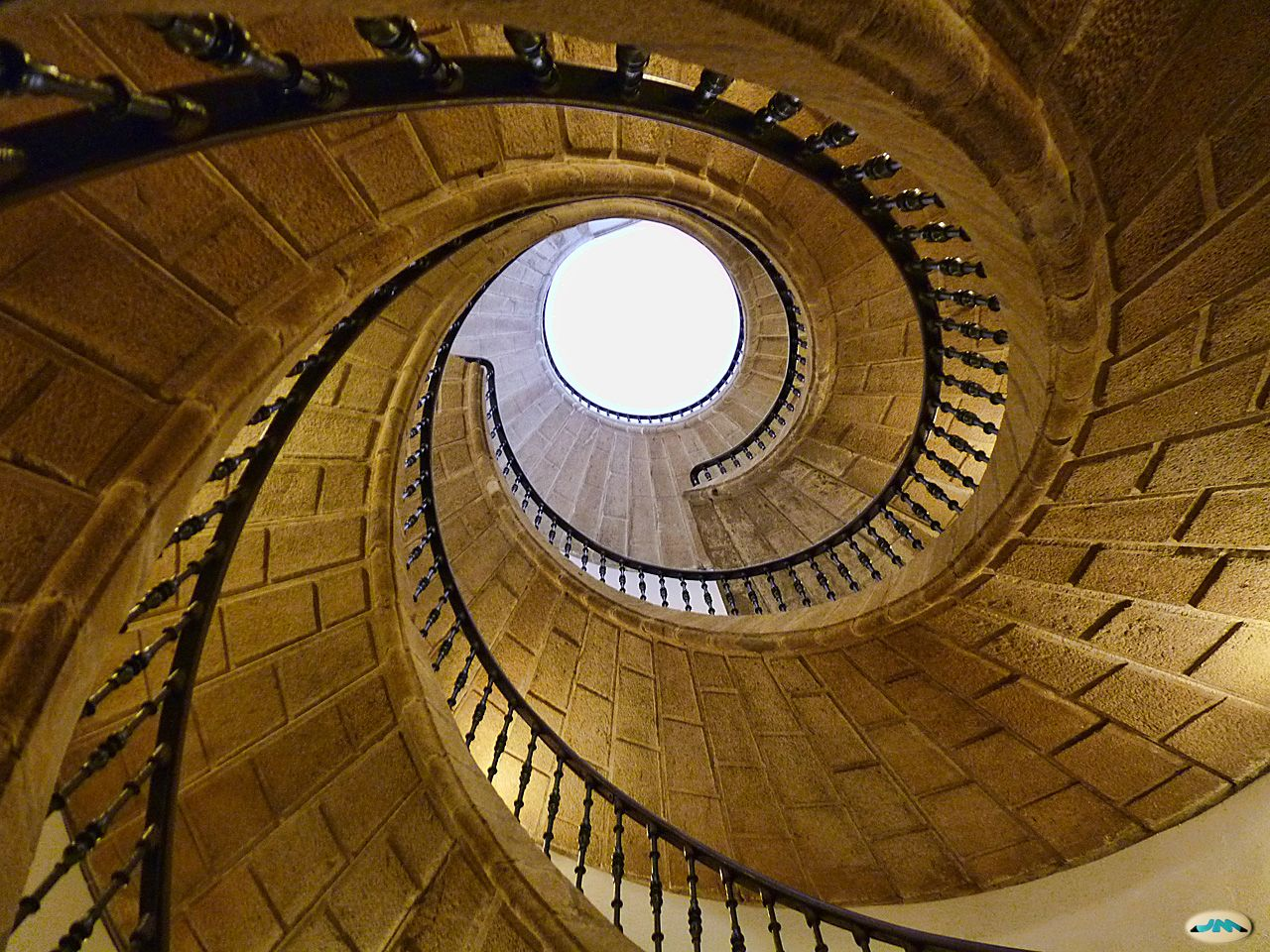
Triple escalera helicoidal
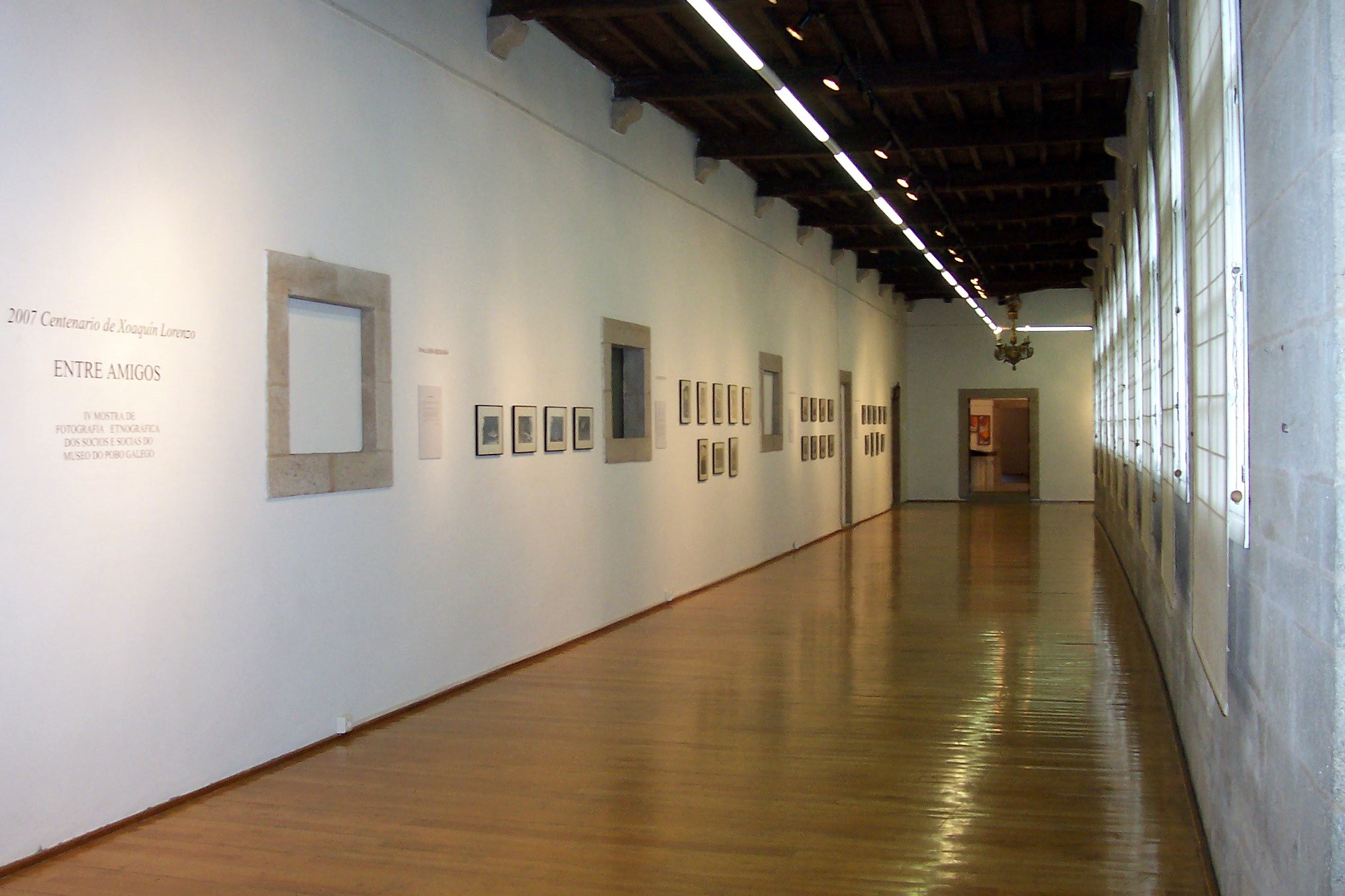
Corredor del Museo del Pueblo Gallego